# Rote Liste gefährdeter Krebstiere Japans
Die Rote Liste gefährdeter Krebstiere Japans wurde 2017 erstmals vom Japanischen Umweltministerium veröffentlicht. Sie ist Teil der Roten Liste gefährdeter Meereslebewesen Japans. Andere Listen wurden zu den Kategorien Fische, Korallen, Weichtiere und andere Wirbellose veröffentlicht.

## Vom Aussterben bedroht (CR)
8 Arten:

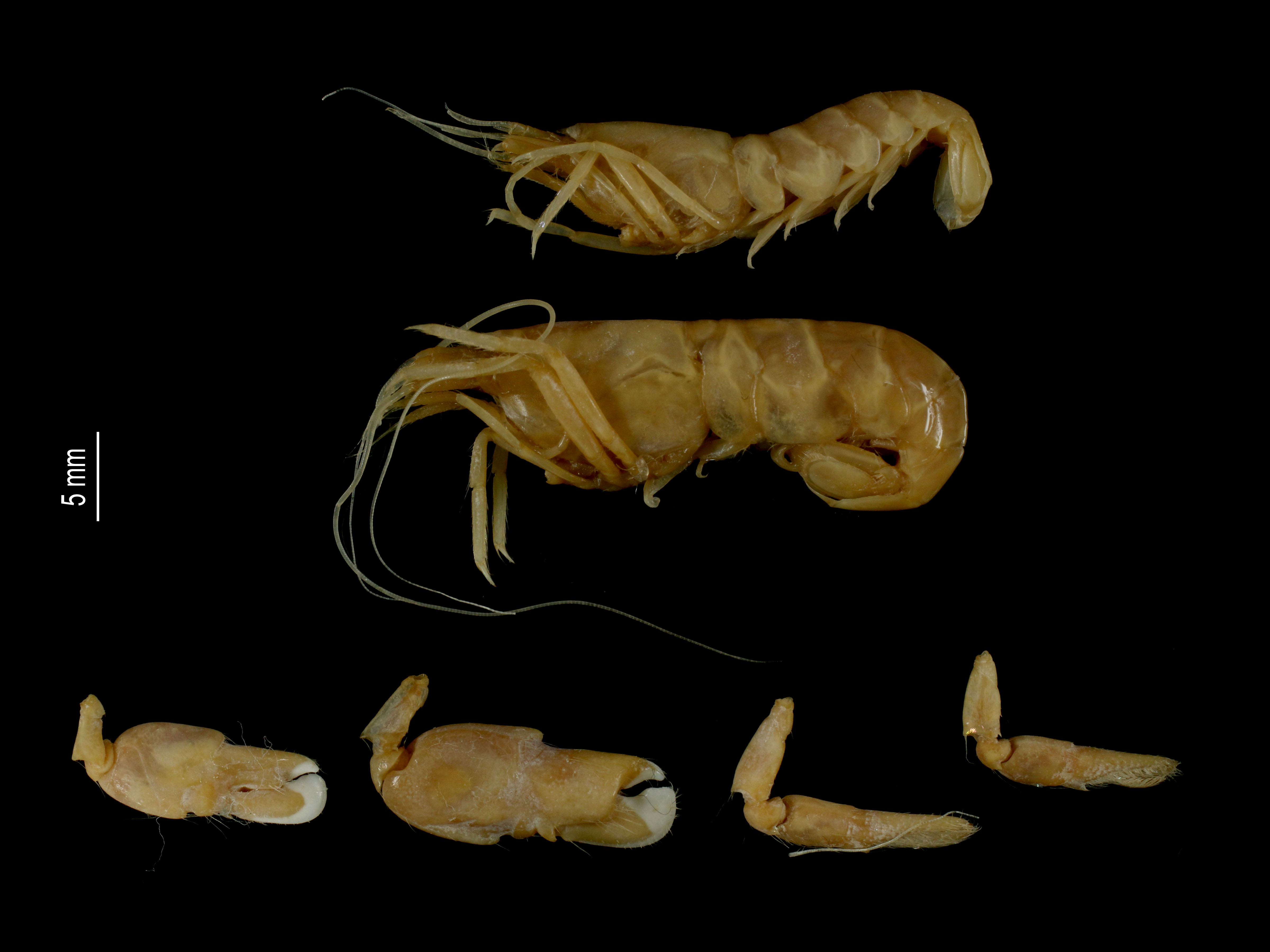
Alpheus hoplocheles

- Octolasmis unguisiformis (jap. メナガオサガニハサミエボシ)
- Halosbaena daitoensis (jap. ダイトウコオイエビ)
- Alpheus hoplocheles (jap. フタツトゲテッポウエビ)
- Calliasmata pholidota (jap. イラウモエビ)
- Catoptrus iejima (jap. イエジマガマガザミ)
- Neoeriocheir leptognathus (jap. ヒメモクズガニ)
- Deiratonotus kaoriae (jap. クマノエミオスジガニ)
- Paraleptuca boninensis (jap. オガサワラベニシオマネキ)

## Stark gefährdet (EN)
11 Arten:

- Parabrachiella brevicapita (jap. フタコブナガクビムシ)
- Phyllodurus sp. (jap. アナジャコノハラヤドリ)
- Progebiophilus villosus (ohne jap. Namen)
- Atyidae gen sp., (jap. ウミヌマエビ)
- Upogebiacarinicauda (jap. ミナミアナジャコ)
- Novorostrum decorocrus (jap. イボテカニダマシ)
- Polyonyx utinomii (jap. ウチノミカニダマシ)
- Atoportunus dolichopus (jap. クメジマドウクツガザミ)
- Sestrostoma sp. (jap. シタゴコロガニ)
- Tritodynamia rathbuni (jap. オオヨコナガピンノ)
- Pinnixa banzu (jap. バンズマメガニ)

## Gefährdet (VU)
11 Arten:

- Alpheus fujitai (jap. フジタアシボソテッポウエビ)
- Upogebia sakaii (jap. コブシアナジャコ)

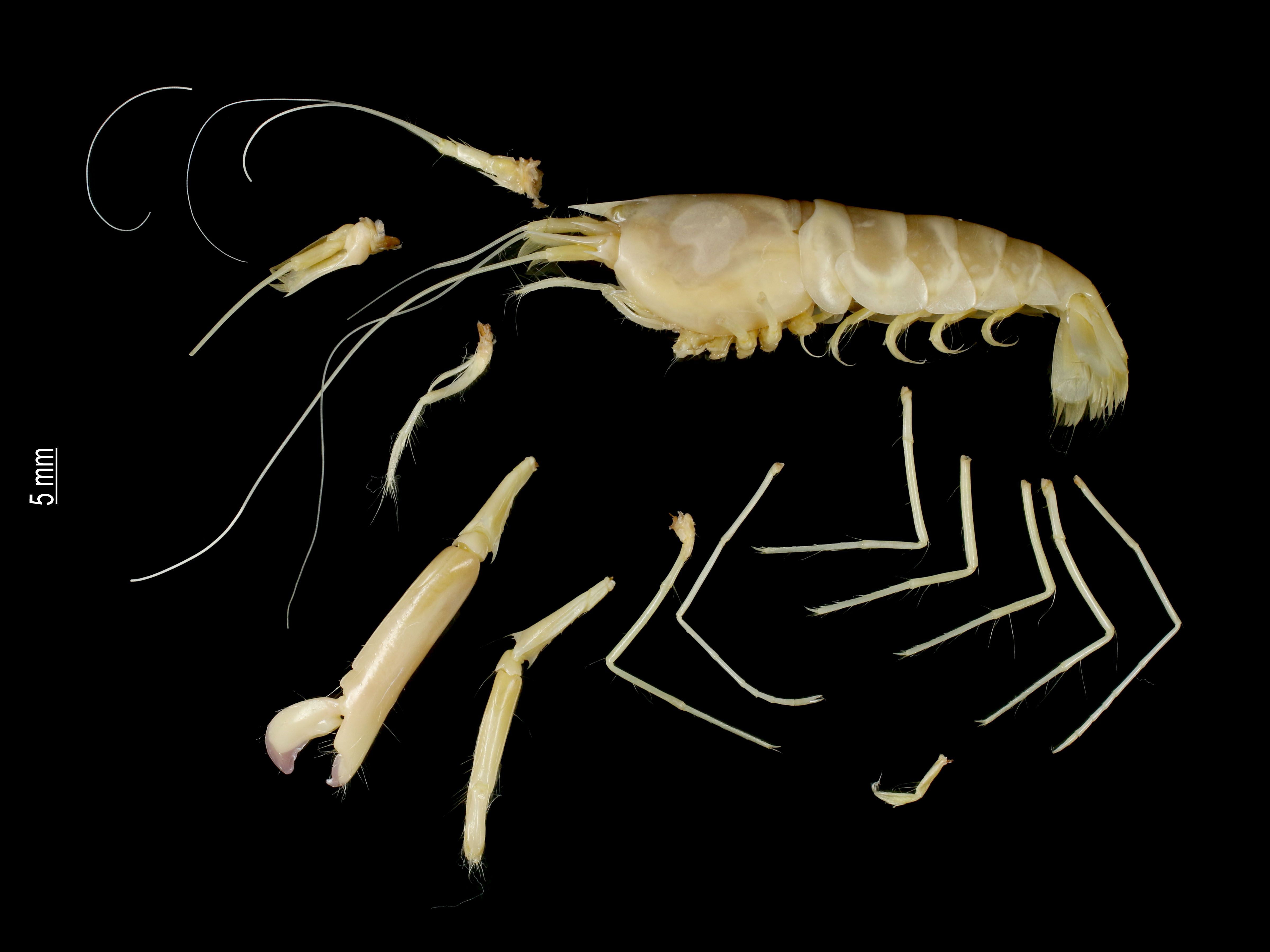
Alpheus fujitai

- Lissoporcellana flagellicola (jap. ムチヤギカクレカニダマシ)
- Neoliomera cerasinus (jap. クラヤミヒラオウギガニ)
- Clistocoeloma sinense (jap. ウモレベンケイガニ)
- Pseudopinnixa carinata (jap. ウモレマメガニ)
- Sestrostoma balssi (jap. オオヒメアカイソガニ)
- Cleistostoma dilatatum (jap. アリアケガニ)
- Pinnixa balanoglossana (jap. ギボシマメガニ)
- Pinnotheres bidentatus (jap. フタハピンノ)
- Pinnotheres cyclinus (jap. マルピンノ)

## Potentiell gefährdet (NT)
43 Arten:

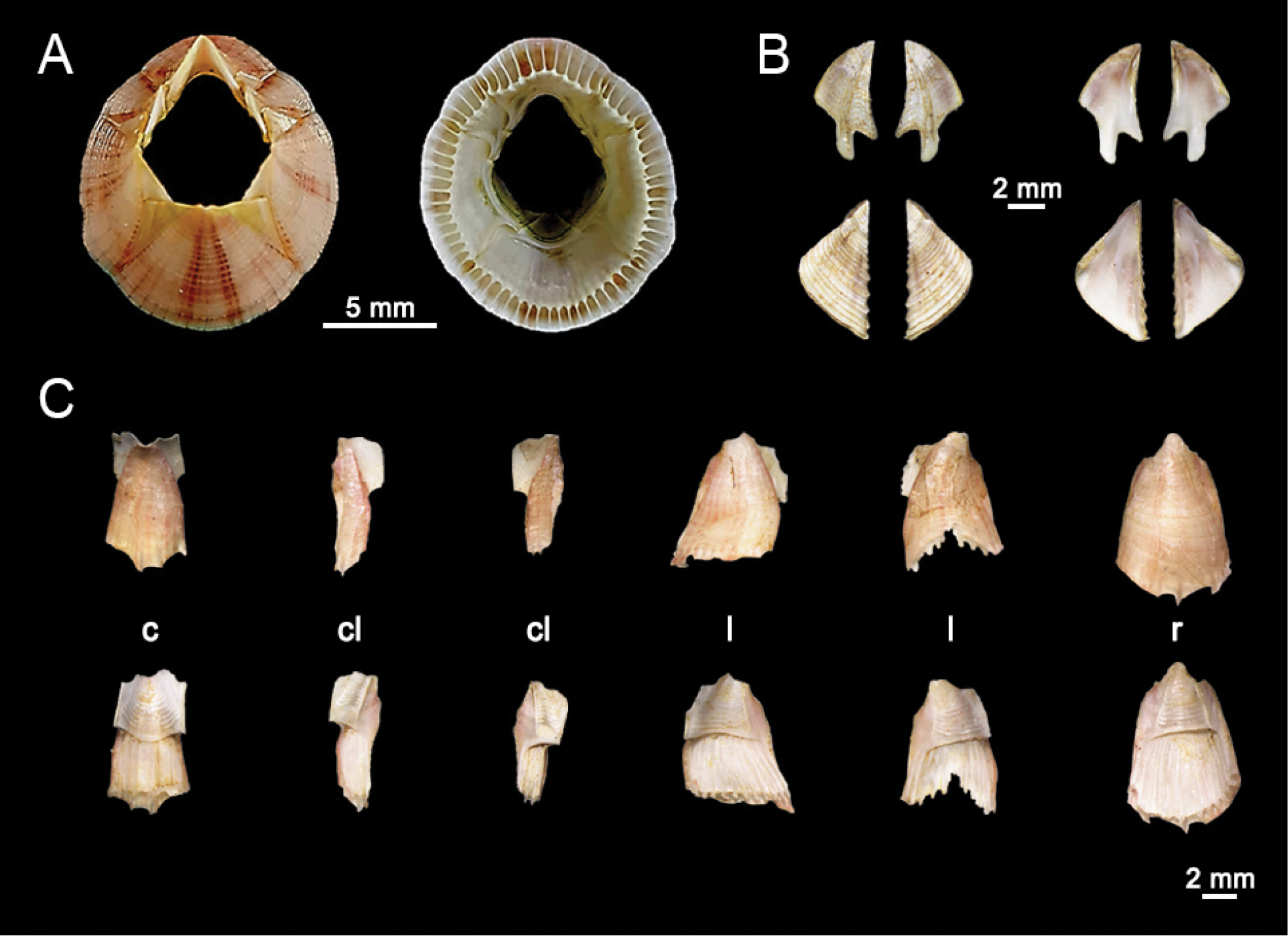
Amphibalanus reticulatus

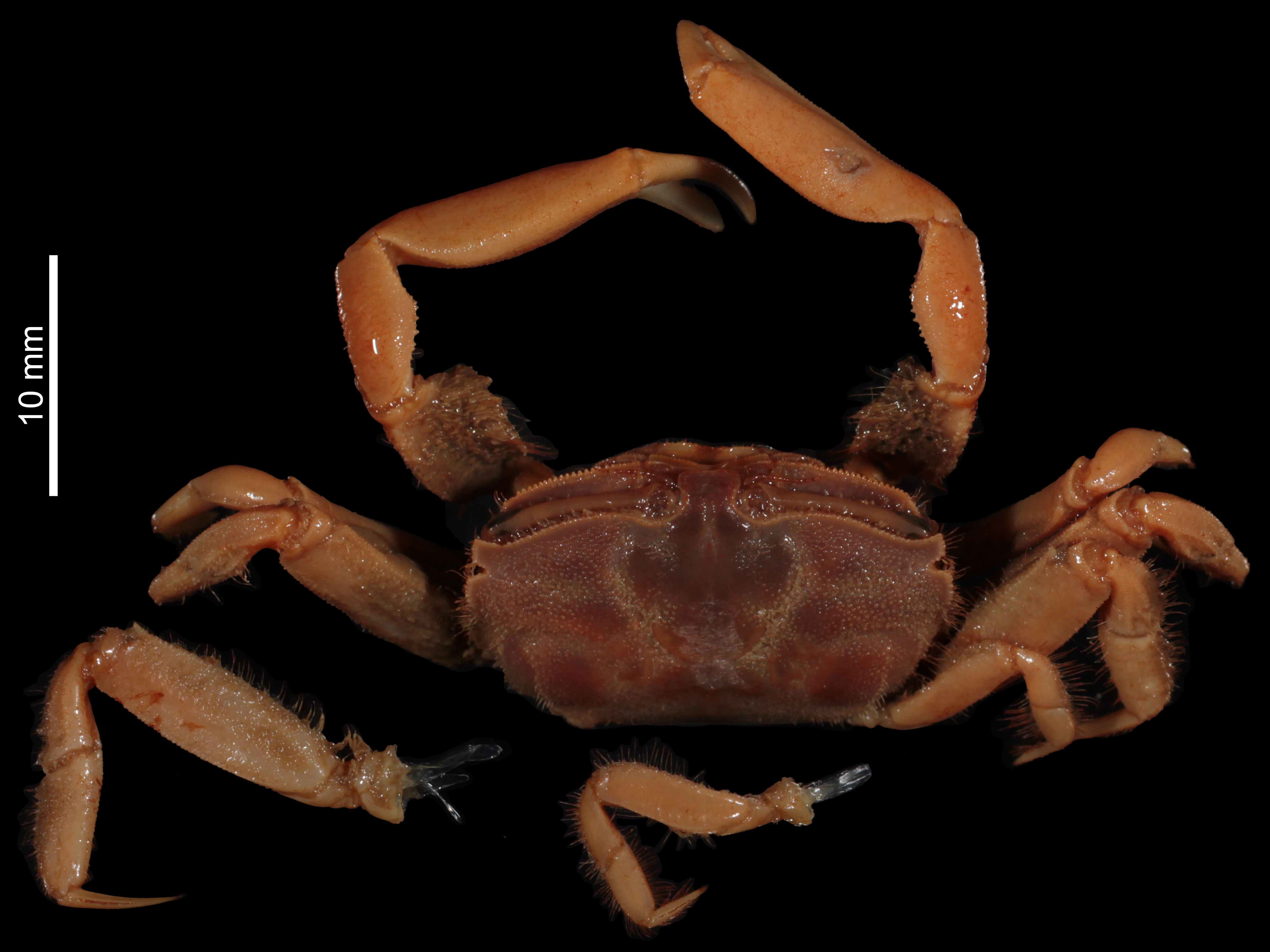
Macrophthalmus banzai

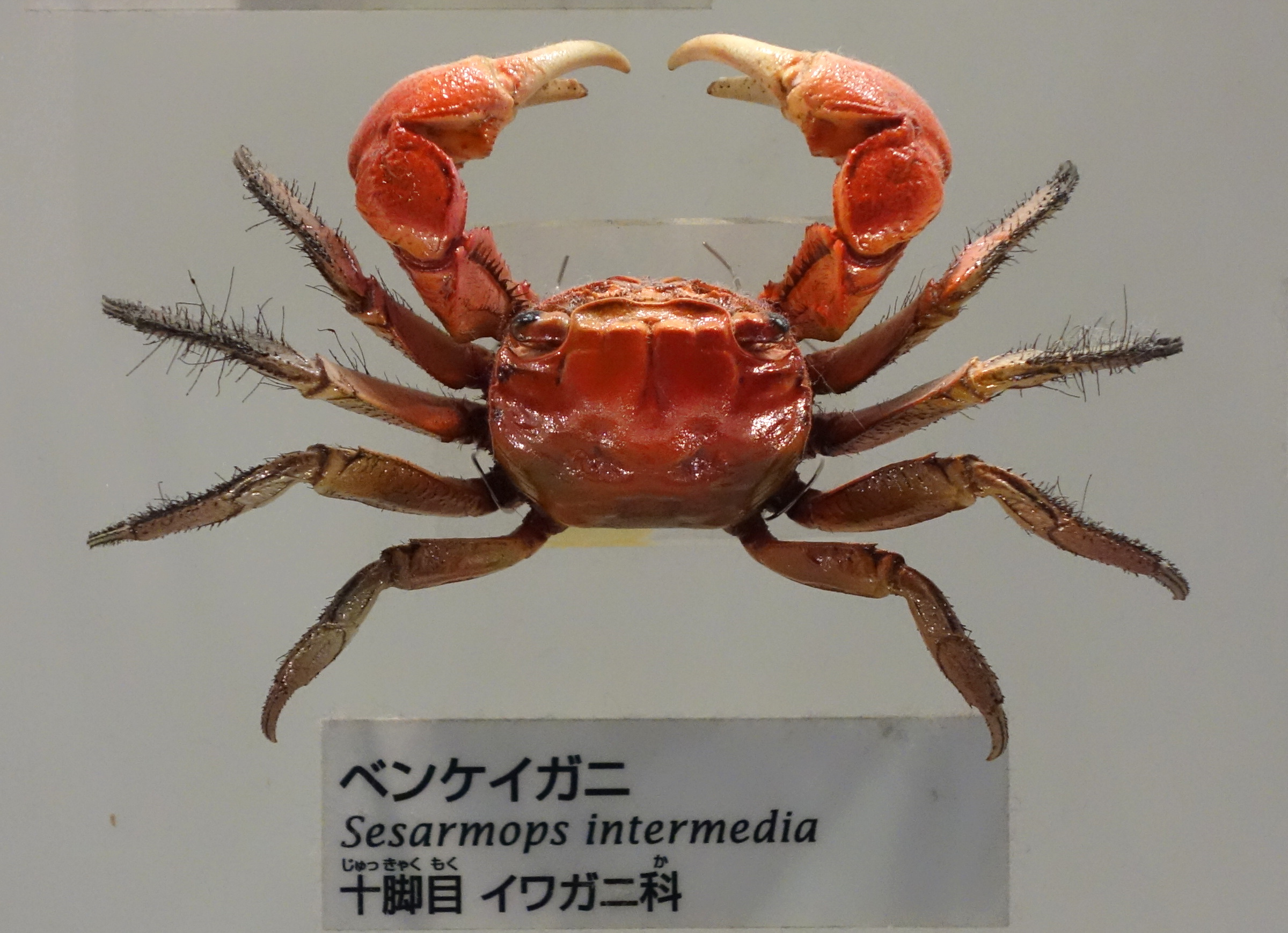
Sesarmops intermedius

- Sacculina upogebiae (jap. アナジャコフクロムシ)
- Amphibalanus reticulatus (jap. サラサフジツボ)
- Eudactylina musteli (ohne jap. Namen)
- Eudactylina squatini (ohne jap. Namen)
- Kroyeria elongata (ohne jap. Namen)
- Kroyeria sublineata (ohne jap. Namen)
- Lernaeopoda oviformis (jap. ダンゴナガクビムシ)
- Driocephalus cerebrinoxius (jap. サメノハナヤドリ)
- Trebius shiinoi (ohne jap. Namen)
- Procepon insolitum (jap. アナジャコヤドリムシ)
- Upogebione bidigitatus (ohne jap. Namen)
- Parapenaeopsis cornuta (jap. チクゴエビ)
- Alpheus dolichodactylus (jap. ハシボソテッポウエビ)
- Alpheus sp. (jap. マングローブテッポウエビ)
- Stenalpheus anacanthus (jap. クボミテッポウエビ)
- Merguia oligodon (jap. キノボリエビ)
- Polyonyx sinensis (jap. ヤドリカニダマシ)
- Pagurus nigrofascia (jap. ヨモギホンヤドカリ)
- Mariaplax chenae (jap. ヒメムツアシガニ)
- Atoportunus gustavi (jap. モモイロドウクツガザミ)
- Clistocoeloma villosum (jap. フジテガニ)
- Parasesarma affine (jap. クシテガニ)
- Parasesarma tripectinis (jap. ユビアカベンケイガニ)
- Sesarmops intermedium (jap. ベンケイガニ)
- Asthenognathus inaequipes (jap. ヨコナガモドキ)
- Chasmagnathus convexus (jap. ハマガニ)
- Helicana japonica (jap. ヒメアシハラガニ)
- Hemigrapsus sinensis (jap. ヒメケフサイソガニ)
- Pseudohelice subquadrata (jap. ミナミアシハラガニ)
- Ptychognathus altimanus (jap. アゴヒロカワガニ)
- Ptychognathus capillidigitatus (jap. ヒメヒライソモドキ)
- Ptychognathus ishii (jap. タイワンヒライソモドキ)
- Sestrostoma toriumii (jap. トリウミアカイソモドキ)
- Thalassograpsus harpax (jap. ミナミヒライソモドキ)
- Camptandrium sexdentatum (jap. ムツハアリアケガニ)
- Chaenostoma crassimanus (jap. ヒメカクオサガニ)
- Macrophthalmus abbreviatus (jap. オサガニ)
- Macrophthalmus banzai (jap. ヒメヤマトオサガニ)
- Macrophthalmus holthuisi (jap. ホルトハウスオサガニ)
- Austruca triangularis (jap. シモフリシオマネキ)
- Tubuca coarctata (jap. リュウキュウシオマネキ)
- Pinnixa haematosticta (jap. アカホシマメガニ)
- Xenophthalmus pinnotheroides (jap. メナシピンノ)

## Unzureichende Datengrundlage (DD)
98 Arten:

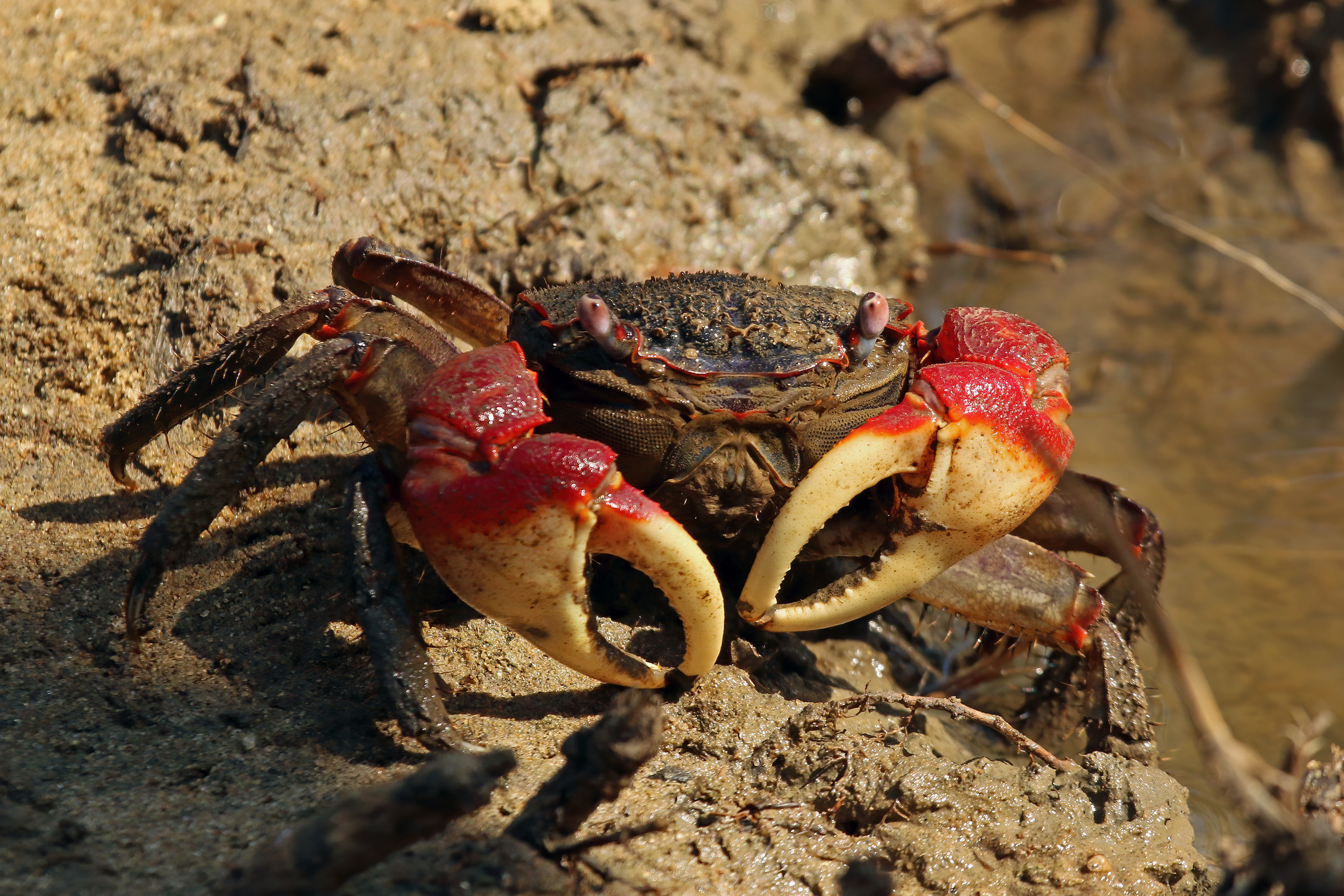
Neosarmatium meinerti

- Sandersiella acuminata (jap. カシラエビ)
- Ommatogaster nana (ohne jap. Namen)
- Peltogasterella sensuru (ohne jap. Namen)
- Polyascus gregaria (jap. モクズガニフクロムシ)
- Polyascus polygenea (jap. イソガニフクロムシ)
- Cryptolepas rhachianecti (jap. ハイザラフジツボ)
- Goidelia japonica (ohne jap. Namen)
- Splanchnotrophus imagawai (jap. ウズヒマワリウミウシヤドリ)
- Eudactylina gymnuri (ohne jap. Namen)
- Eudactylina taeniuri (ohne jap. Namen)
- Mihbaicola sakamakii (jap. カクレエラノミ)
- Pseudocharopinus pteroplateae (jap. ツバクロエイナガクビムシ)
- Dinemoleus indeprensus (jap. メガマウスザメジラミ)
- Echthrogaleus mitsukurinae (ohne jap. Namen})
- Cardiodectes shini (jap. シンノカンザシ)
- Nagasawanus snufkini (jap. シンノワキザシ)
- Trebius longicaudatus (ohne jap. Namen)
- Thetispelecaris kumejimensis (ohne jap. Namen)
- Aoroides myojinensis (jap. ミョウジンブラブラソコエビ)
- Grandidierella osakaensis (jap. オオサカドロソコエビ)
- Grandidierella sp. (jap. サンリクドロソコエビ)
- Heterokamaka isahayae (jap. イサハヤカマカモドキ)
- Mucrocalliope shimantoensis (jap. シマントヨコエビ)
- Gnathia limicola (jap. ドロホリウミクワガタ)
- Lipomera sp. (jap. ドウクツヒレオミズムシ)
- Pseudione compressa (ohne jap. Namen)
- Crinoniscus sp. (ohne jap. namen)
- Littorophiloscia nipponensis (jap. ニッポンヒイロワラジムシ)
- Armadilloniscus japonicus (jap. ニホンハマワラジムシ)
- Sicyonella antennata (jap. イソサクラエビ)
- Sicyonella inermis (ohne jap. Namen)
- Sicyonella maldivensis (ohne jap. Namen)
- Odontozona fasciata (jap. アカオビスベスベオトヒメエビ)
- Stenopus pyrsonotus (jap. クメジマオトヒメエビ)
- Bresilia gibbosa (jap. マンザセキヨウエビ)
- Bresilia rufioculus (jap. メヒカリセキヨウエビ)
- Neostylodactylus liroralis (jap. オリヅルエビ)
- Phyllognathia ceratophthalma (jap. トゲツノメエビ)
- Phyllognathia simplex (jap. サガミツノメエビ)
- Alpheus ikedosoma (jap. ユメユムシテッポウエビ)
- Betaeus gelasinifer (jap. エクボテッポウエビモドキ)
- Richalpheus palmeri (ohne jap. Namen)
- Salmoneus brucei (ohne jap. Namen)
- Barbouriidae gen. sp. (jap. ガマモエビ)
- Lysmata lipkei (ohne jap. Namen)
- Pandalopsis pacifica (jap. ミツクリエビ)
- Enoplometopus chacei (jap. クミショウグンエビ)
- Enoplometopus occidentalis (jap. ショウグンエビ)
- Corallianassa borradailei (jap. モバホソスナモグリ)
- Corallianassa martensi (jap. ホソスナモグリ)
- Glypturus armatus (jap. トゲスナモグリ)
- Lepidophthalmus rosae (ohne jap. Namen)
- Neocallichirus calmani (ohne jap. Namen)
- Neocallichirus vaugelasi (ohne jap. Namen)
- Neocallichirus vigilax (jap. ノコバスナモグリ)
- Paratrypaea bouvieri (jap. ブビエスナモグリ)
- Naushonia carinata (ohne jap. Namen)
- Naushonia lactoalbida (ohne jap. Namen)
- Upogebia iriomotensis (ohne jap. Namen)
- Upogebia miyakei (ohne jap. Namen)
- Upogebia rupicola (jap. イワホリアナジャコ)
- Upogebia snelliusi (jap. ナンヨウトゲアナジャコ)
- Upogebia spinidactylus (ohne jap. Namen)
- Justitia longimanus (jap. カギテリョウマエビ)
- Neopetrolisthes spinatus (jap. ムシャカニダマシ)
- Petrolisthes bifidus (jap. ドロイワカニダマシ)
- Aniculus sibogae (jap. クロシマオニヤドカリ)
- Clibanarius ambonensis (jap. ヒルギノボリヨコバサミ)
- Diogenes nitidimanus (jap. テナガツノヤドカリ)
- Catapaguroides longior (jap. マンザガマヒメヤドカリ)
- Kumepagurus cavernicolus (jap. クメジマドウクツヤドカリ)
- Pagurus angustus (jap. キカイホンヤドカリ)
- Calappa clypeata (jap. ヒメカラッパ)
- Calappa quadrimaculata (jap. ヨツモンカラッパ)
- Notonyx kumi (jap. リュウキュウカクエンコウガニ)
- Hexapinus simplex (jap. ヤドリムツアシガニ)
- Arcania novemspinosa (jap. ニシヒラトゲコブシ)
- Philyra nishihirai (jap. マンガルマメコブシガニ)
- Scylla olivacea (jap. アカテノコギリガザミ)
- Geograpsus stormi (jap. アカカクレイワガニ)
- Pachygrapsus fakaravensis (jap. ヨコスジイワガニ)
- Chiromantes leptomerus (jap. ハワイベンケイガニ)
- Neosarmatium fourmanoiri (jap. オオアシハラガニモドキ)
- Neosarmatium laeve (jap. ヒナアシハラモドキ)
- Neosarmatium meinerti (jap. シロテアシハラガニモドキ)
- Sarmatium germaini (jap. ギザテアシハラガニ)
- Sesarmoides kraussi (jap. アシナガベンケイガニ)
- Stelgistra stormi (jap. スマトライワベンケイガニ)
- Cyclograpsus pumilio (jap. マメアカイソガニ)
- Scutumara enodis (jap. オキナワヒライソモドキ)

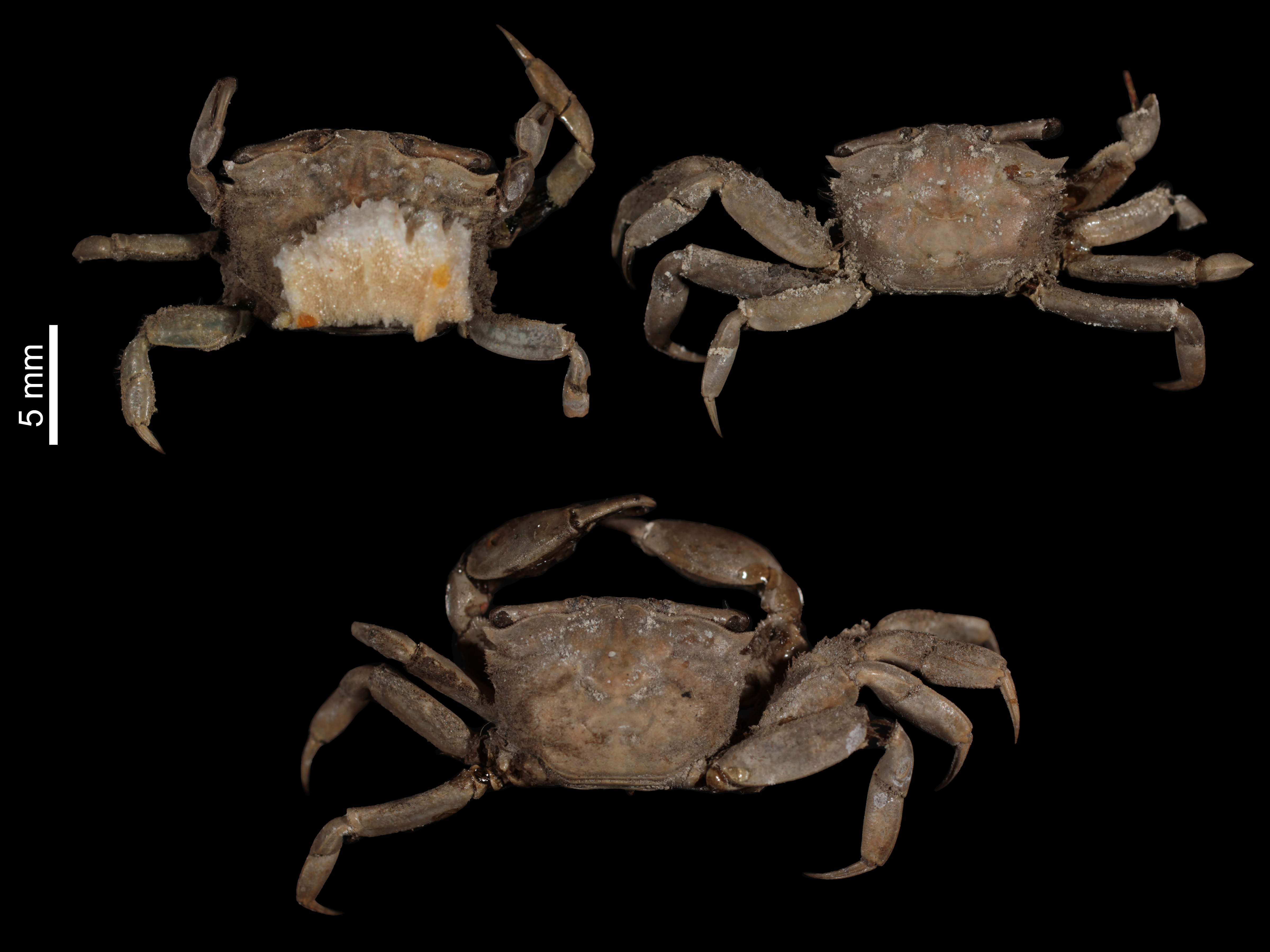
Macrophthalmus quadratus

- Sestrostoma depressum (jap. ヒメアカイソモドキ)
- Mortensenella forceps (jap. ハサミカクレガニ)
- Takedellus ambonense (jap. ミナミムツバアリアケガニ)
- Macrophthalmus barnesi (jap. ヒメノコハオサガニ)
- Macrophthalmus quadratus (jap. ナカグスクオサガニ)
- Uruma ourana (jap. オオウラコユビピンノ)
- Nepinnotheres cardii (jap. カワラピンノ)
- Pinnixa sp. (jap. ホンコンマメガニ)

## Lokal gefährdete Populationen (LP)
- Acmaeopleura parvula (jap. ヒメアカイソガニ) auf den Ogasawara-Inseln
- Ptychognathus barbatus (jap. ケフサヒライソモドキ) auf Hachijō-jima